# Alfredo Pián
Alfredo Pián (21 de outubro de 1912, Las Rosas, Santa Fé, Argentina - 25 de julho de 1990, Las Rosas, Santa Fé, Argentina) foi um piloto e preparador de automóveis argentino mais conhecido por ter participado do Grande Prêmio de Mônaco de Fórmula 1 em 1950.

## Primeiros anos
Alfredo era fiho de Octavio Pián, um italiano que migrou para a Argentina para trabalhar como mecânico e logo se especializou nos modelos Ford, com os quais começou a disputar corridas. Alfredo não tardou a seguir os passos do pai, dedicando-se igualmente à preparação de veículos e às corridas. Seu primeiro grande projeto foi a construção de um motor V8 que se tornaria o primeiro motor inteiramente nacional a vencer uma prova na Argentina.

## Europa
Seguindo muitos outros pilotos argentinos no final dos anos 40 e início dos anos 50, Alfredo tentou a sorte na Europa, obtendo um importante terceiro lugar no Grande Prêmio de San Remo, em 16 de abril de 1950, com um Maserati 4 CLT 1948, perdendo para Fangio e Villoresi, mas superando outras lendas do automobilismo como Froilán Gonzalez, Ascari, Bonetto e Biondetti. No mês seguinte, Alfredo participaria de sua primeira prova válida pelo mundial de Fórmula 1, em Mônaco, inscrito com um Maserati da Scuderia Achille Varzi. Entretanto, nos treinos do sábado anterior à prova, ele perdeu o controle do carro devido ao acúmulo de óleo deixado pela Ferrari de Ascari na subida do Hotel de Paris, batendo fortemente na proteção da pista e fraturando a fíbula direita. No momento do acidente, possuia o sétimo melhor tempo. 

## Retorno à Argentina
Alfredo não voltou a competir na Europa após o fatídico Grande Prêmio de Mônaco de 1950, retornando às competições argentinas. Acredita-se que tenha disputado em torno de 170 provas em monopostos, com 71 vitórias. Foi quatro vezes campeão argentino na categoria Força Limitada para monopostos e três vezes na categoria Força Livre.